# 157 v. Chr.
Portal Geschichte | Portal Biografien | Aktuelle Ereignisse | Jahreskalender | Tagesartikel

◄ |
3. Jahrhundert v. Chr. |
2. Jahrhundert v. Chr. |
1. Jahrhundert v. Chr. |
►

◄ | 170er v. Chr. | 160er v. Chr. | 150er v. Chr. | 140er v. Chr. |
130er v. Chr. |
►

◄◄ | ◄ | 160 v. Chr. | 159 v. Chr. | 158 v. Chr. | 157 v. Chr. |
156 v. Chr. |
155 v. Chr. |
154 v. Chr. |
► |
►►
Staatsoberhäupter

## Ereignisse

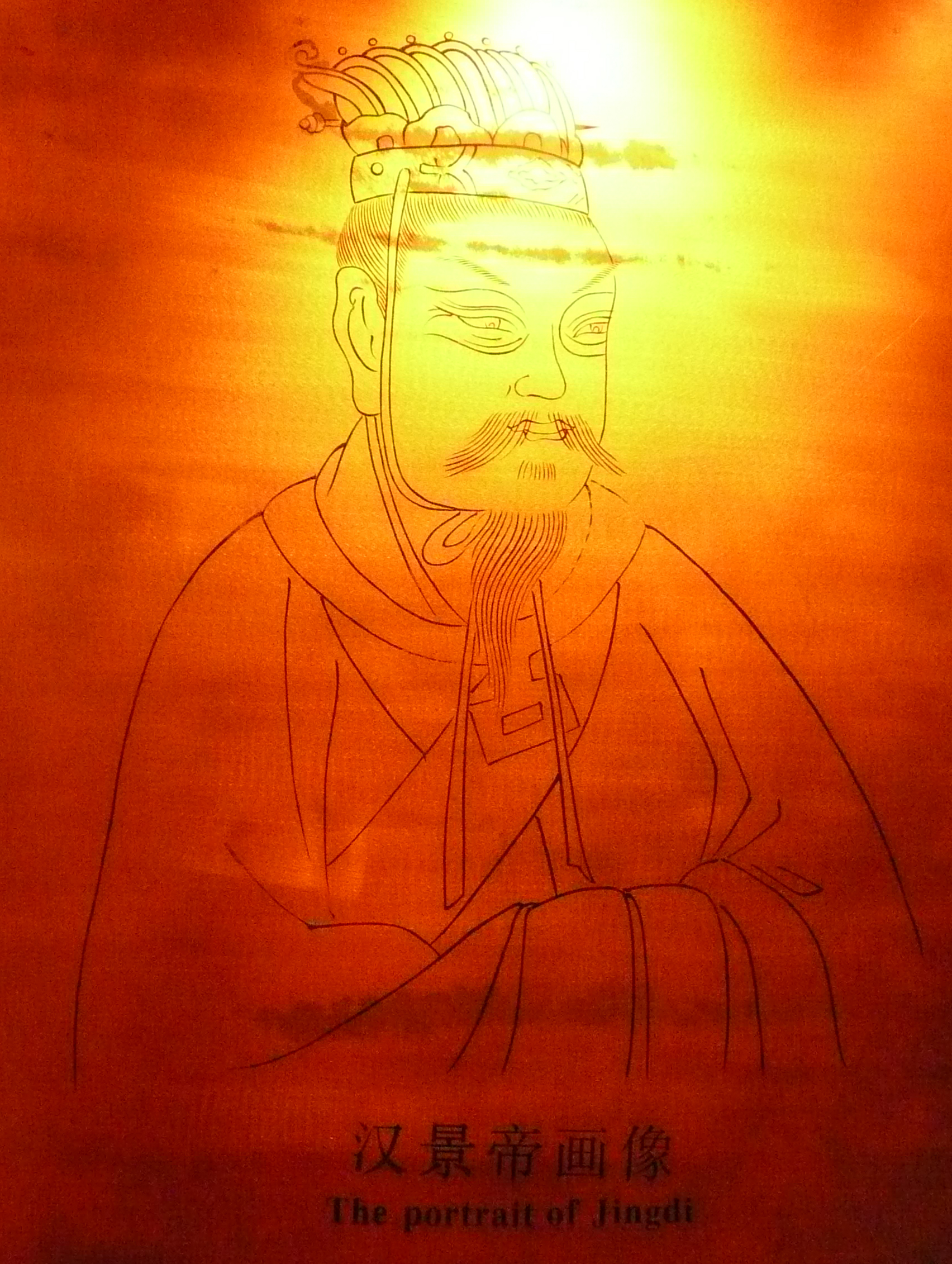
Han Jingdi

- Nach dem Tod seines Vaters Han Wendi wird Han Jingdi neuer Kaiser der Han-Dynastie.

## Geboren
- um 157 v. Chr.: Sinatrukes, parthischer König

## Gestorben
- Han Wendi, chinesischer Kaiser (* 202 v. Chr.)